# Kilhjul

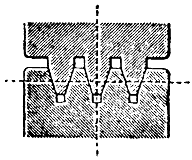
Kilhjul (tvärsnitt av omkretserna)

Ett kilhjul är ett friktionshjul som är avsett för att överföra drivkraften från en axel till en annan. Det är vid omkretsen försedda med spår av kilformig tvärskärning.
Vanligen finns flera tvärskärningar med varandra parallella spår på samma hjul. Mellan spåren kvarstående delar av det ena hjulet ingriper i motsvarande spår i det andra. Ibland använder man bara ett kilformigt spår längs det ena hjulets omkrets och en däremot passande form hos det andra hjulets ring. I de flesta fall begagnas kilhjul med parallella axlar, men det förekommer även koniska kilhjul. Kilhjul används vid många tillfällen för tekniska behov, till exempel för uppfordringsverk vid gruvor, vid centrifugalpumpar och dylikt.